# Scopelortyx klinghardtensis
Scopelortyx klinghardtensis — викопний вид птахів вимерлої родини Paraortygidae ряду куроподібних (Galliformes), що існував у кінці еоцену (40-37 млн років тому) в Африці. Описаний з решток коракоїда, лопатки та плечової кістки, що знайдені у Шперґебіті на південному заході Намібії.

## Етимологія
Видова назва S. klinghardtensis вказує на типове місцезнаходження виду — гори Клінгхардт у пустелі Наміб.